# Großsteingrab Skibby Marker 2
Das Großsteingrab Skibby Marker 2 war eine megalithische Grabanlage der jungsteinzeitlichen Nordgruppe der Trichterbecherkultur im Kirchspiel Skibby in der dänischen Kommune Frederikssund. Es wurde im 19. Jahrhundert zerstört.

## Lage
Das Grab lag südlich von Skibby auf halber Strecke zwischen Østerlund und Ballegården. In der näheren Umgebung gab es mehrere weitere megalithische Grabanlagen.

## Forschungsgeschichte
Im Jahr 1873 führten Mitarbeiter des Dänischen Nationalmuseums eine Dokumentation der Fundstelle durch. Zu dieser Zeit waren keine baulichen Überreste mehr auszumachen. Der damalige Hofbesitzer hatte das Grab einige Jahre zuvor abgetragen, konnte aber noch Angaben zum Aussehen der Anlage machen.

## Beschreibung

### Architektur
Die Anlage besaß vermutlich eine Hügelschüttung, über die aber keine Angaben vorliegen. In der Erinnerung des Hofbesitzers war sie bereits vor langer Zeit abgepflügt worden. Die Grabkammer soll aus drei mannshohen Steinschichten mit dazwischen liegender Erde bestanden haben. Diese Angaben sind zu vage, um den genauen Grabtyp sicher zu bestimmen.

### Funde
In der Kammer wurden ein menschlicher Oberschenkelknochen, ein dünnblattiges Feuerstein-Beil, zwei dicknackige Feuerstein-Beile, Keramikscherben, ein Zahn und ein Kieferbruchstück eines Pferdes und ein Unterkiefer eines Hundes gefunden.